# Toubacoro
Toubacoro är en kommun i Mali.   Den ligger i regionen Koulikoro, i den sydvästra delen av landet, 160 km nordost om huvudstaden Bamako.